# ESET Internet Security
ESET Internet Security ist eine Sicherheitssoftware des slowakischen Unternehmens ESET für Windows-Betriebssysteme im Heimbereich. Die Software basiert auf dem Antivirenprogramm NOD32 Antivirus. Die entsprechende Variante für Apple-Rechner trägt den Namen ESET Cyber Security Pro; im Businessbereich fungiert das Programm als ESET Endpoint Security.

## Geschichte
Am 5. November 2007 veröffentlichte ESET erstmal Smart Security in der Version 3.0, um mit Sicherheitspaketen anderer Hersteller wie McAfee, Symantec, AVG und Kaspersky konkurrieren zu können. Die ESET Smart Security beinhaltet das Antivirenprogramm NOD32 Antivirus sowie eine Anti-Spam-Funktion und eine 2-Wege-Firewall mit den gängigen Anti-Malware-Features von NOD32.
Am 2. März 2009 wurde die Version 4.0 mit zusätzlich integriertem ESET SysInspector veröffentlicht. Dazu zählen der Support für Mozilla Thunderbird und Windows Live Mail, ein neues Selbstschutz-Modul und ein aktualisiertes Firewall-Modul. Des Weiteren wurden ESET SysRescue und ein Assistent zum Erstellen von Boot-CDs und USB-Flash-Drives veröffentlicht.
Anfängliche Kompatibilitäts-Probleme zwischen ESET Smart Security 4.0 und Windows Vista Service Pack 2 konnten durch ein Update behoben werden.
Die Version 5.0 wurde am 5. Mai 2011 als Beta-Version veröffentlicht. Sie verfügte über zusätzliche Parental Control, einen cloudbasierten Daten-Reputations-Service, einen Gamer Mode, IPS und Verbesserungen der Antispam-, Firewall- und Wechseldaten-Medien-Kontrollfunktionen. Am 14. Juni 2011 veröffentlichte ESET einen ersten Produktanwärter für ESET Smart Security Version 5.0. Am 14. September 2011 wurde schließlich die finale Version von der Smart Security 5.0 veröffentlicht.
Am 15. Januar 2013 erschien die Version 6.0. Diese bietet einen Anti-Phishing-Schutz sowie einen Schutz vor neuen, unbekannten Viren durch generische Signaturen.
ESET Smart Security Version 7 wurde am 16. Oktober 2013 herausgegeben und führte u. a. ein Diebstahlschutz-Feature namens Anti-Theft ein. Die Version 8.0 stand seit 2. Oktober 2014 zur Verfügung und beinhaltete erstmals einen Botnet-Blocker.
Seit 13. Oktober 2015 ist Version 9 offiziell verfügbar. Diese beinhaltet u. a. einen Modus für sicheres Online Banking sowie eine optisch überarbeitete graphische Oberfläche.
Mit Version 10 erfolgte 2016 eine Umbenennung von „ESET Smart Security“ in „ESET Internet Security“.

## Bewertungen
Bei einem Test von Dennis Technology Labs im November 2014 erreichte ESET Smart Security die höchste Punktzahl für die Schutzwirkung mit 100 % Trefferquote. In einem Performance-Test von AV-Comparatives erreichte ESET die Stufe „Advanced+“ und schnitt unter allen getesteten Produkten als Produkt mit der dritt-geringsten System-Verlangsamung ab. Im November 2014 testete AV-Test, ob bzw. wie gut Schutz- und Antiviren-Software standardisierten Techniken wie DEP und ASLR zum Selbstschutz des Programms nutzen. ESET erreichte bei diesem Test als einzige Heimanwender-Lösung sowohl in der 32-Bit- als auch in der 64-Bit-Version 100 %.
Das PC Magazin bewertete die Version 8 in einem Vergleichstest mehrerer Sicherheitssuiten von Dezember 2014 mit dem Gesamturteil sehr gut, die Software erreichte den vierten Rang von zwölf getesteten Paketen. Computer Bild beurteilte die Version 2019 in einem Vergleich von acht Security Suiten nur noch mit „befriedigend“ (Note 2,9) auf Platz 7 von 8.  In einem Test von AV-Comparatives im Jahr 2021 bekam ESET die Auszeichnung „Standard“, welche die niedrigste Auszeichnung ist. ESET erreichte die zweit-niedrigste Schutzquote von allen getesteten Produkten. ESET hatte zusammen mit Kaspersky Internet Security als einziges null falsch-positive Erkennungen (false positives).
ESET Cyber Security Pro, die Internet-Security-Variante für Mac OS X, erreichte in Tests von AV-Comparatives sowohl 2014 als auch 2015 eine 100-prozentige Trefferquote bei der Erkennung von Schadsoftware für Mac OS und Windows. 2017 lag die Erkennungsquote für macOS Schädlinge von ESET im AV-Comparatives Test bei 99,6 %.